# Syd Mead
Sydney (Syd) Jay Mead (Saint Paul, 18 juli 1933 - Pasadena, 30 december 2019) was een Amerikaans industrieel vormgever en neofuturistisch conceptartiest. Zijn meest bekende werk was voor sciencefictionfilms als Blade Runner, Aliens, 2010, Star Trek: The Motion Picture en Tron.

## Biografie
Mead werd geboren op 18 juli 1933 in Saint Paul. Hij begon op jonge leeftijd met tekenen en kon toen hij begon met de middelbare school al mensen en dieren tekenen, en lichtval op objecten tekenen om vormen te tonen. Mead voltooide in 1951 de middelbare school in Colorado Springs en begon na 3 jaar dienstplicht aan de Art Center School in Los Angeles. In juni 1959 voltooide hij deze opleiding.

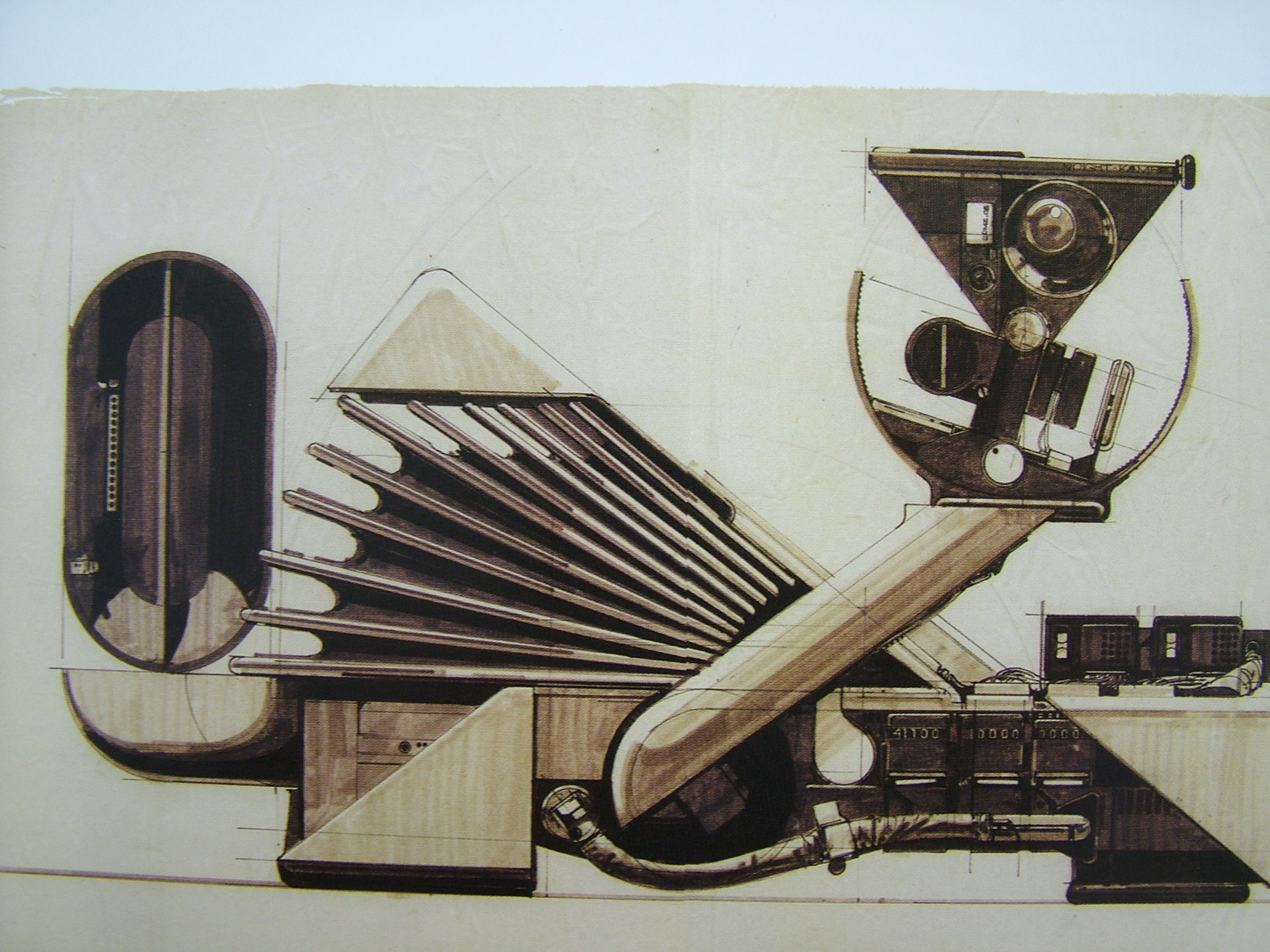
"Smell Fear", een voorbeeld van Meads werk

Na zijn opleiding begon Syd Mead in 1959 bij de Advanced Styling Studio van Ford. Hij werkte daar twee jaar en begon toen met het illustreren van boeken en catalogussen voor United States Steel, Celanese, Allis-Chalmers en Atlas Cement.
In 1970 startte Mead zijn eigen bedrijf Syd Mead, Inc. in Detroit, van waaruit hij illustraties bleef maken. Vanuit dit bedrijf werkte hij in de jaren 70 en 80 voor klanten als InterContinental Hotels. Vanaf 1983 werkte hij ook voor klanten als Sony, Minolta, Dentsu, Dyflex, Tiger Corporation, Seibu, Mitsukoshi, Bandai, NHK en Honda.
Vanaf 1973 stelde Mead zijn werk tentoon. De eerste tentoonstelling was in documenta 6 in Kassel. Zijn werk werd later ook tentoongesteld in Japan, Italië, de Verenigde Staten en Spanje.
In 1993 werd een digitale galerij met 50 voorbeelden van zijn werk uitgebracht op cd-rom. Dit was een van de eerste cd's die werd uitgebracht in Japan. In 2004 produceerde Mead samen met Gnomon School of Visual Effects een vierdelige dvd-serie genaamd Techniques of Syd Mead.

### Film
Mead werkte met grote studio's aan verschillende films zoals Star Trek: The Motion Picture, Blade Runner, Tron, 2010, Short Circuit, Alien, Aliens, Timecop, Johnny Mnemonic, Mission: Impossible III en Blade Runner 2049. George Lucas creëerde de AT-AT voor de Star Wars-series op basis van tekeningen van Mead. Mead hielp ook met de Japanse film Solar Crisis. In de jaren 90 maakte Mead ook designs voor twee Japanse animeseries, namelijk Turn A Gundam en Yamato 2520.
In mei 2007 bracht Joaquin Montalvan samen met Mead een documentaire uit over Meads carrière, genaamd Visual Futurist: The Art & Life of Syd Mead. Daarnaast bestaat er ook een documentaire uit 2008 genaamd 2019: A Future Imagined die zijn werken beschrijft. Mead wordt ook genoemd in documentaires Dangerous Days: Making Blade Runner en On the Edge of Blade Runner, en op promotioneel materiaal voor Aliens en 2010.

## Galerij

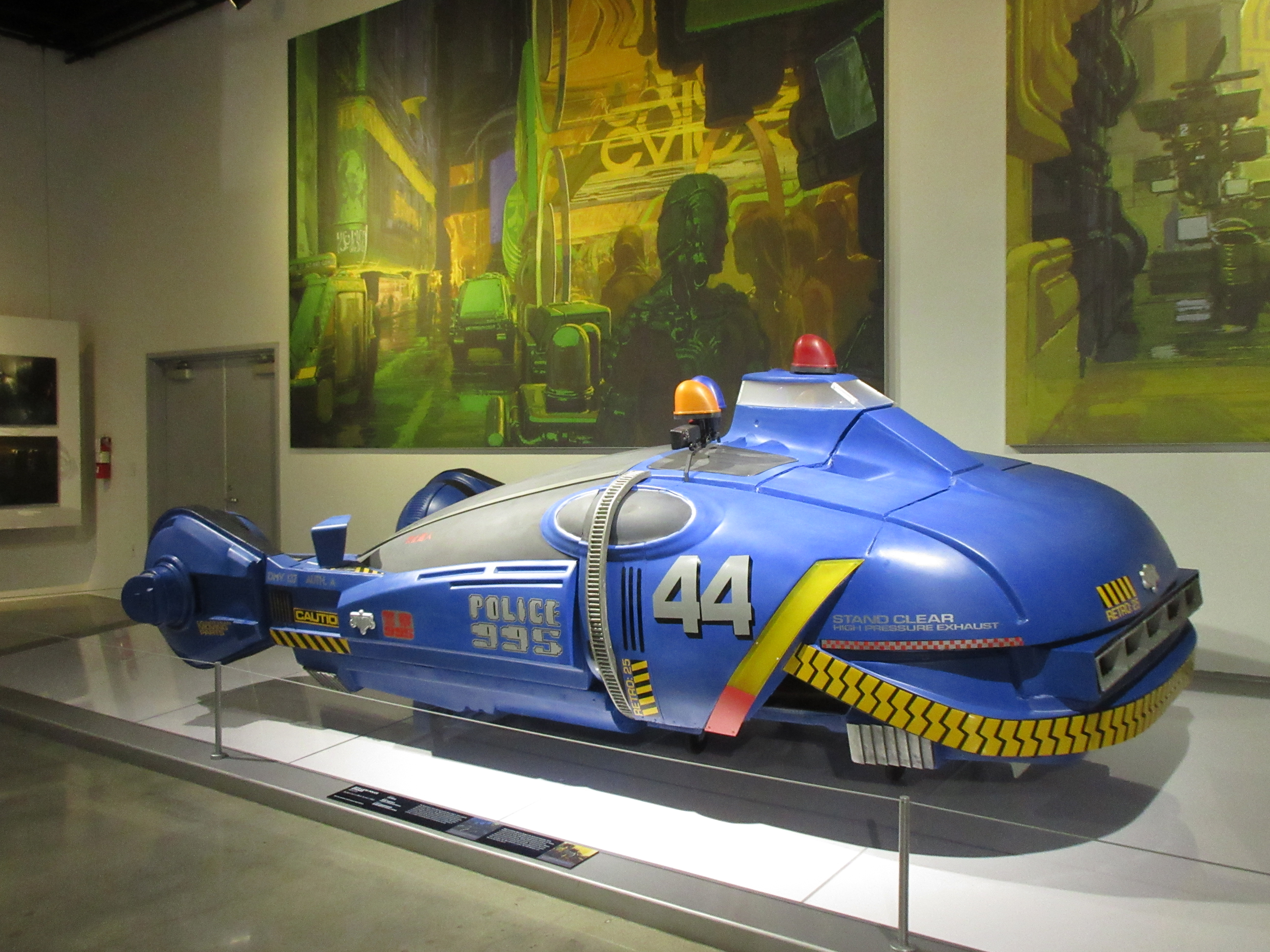
Een politiewagen van Blade Runner
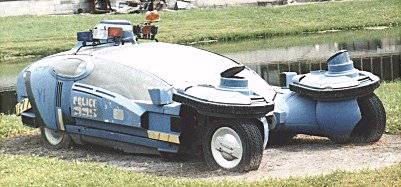
Een auto ontworpen door Mead voor Blade Runner
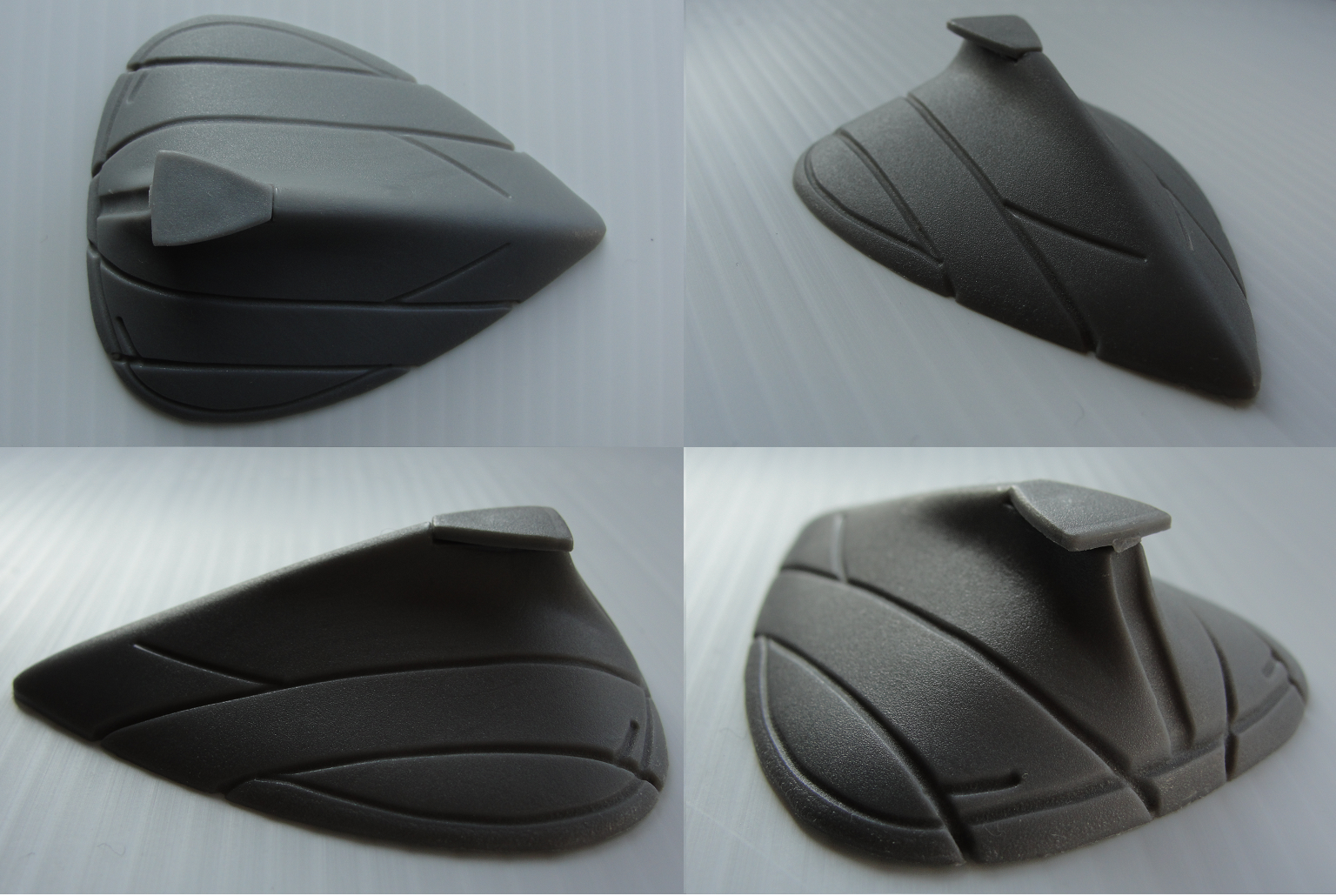
Een plastic model van een Cyberrace-auto
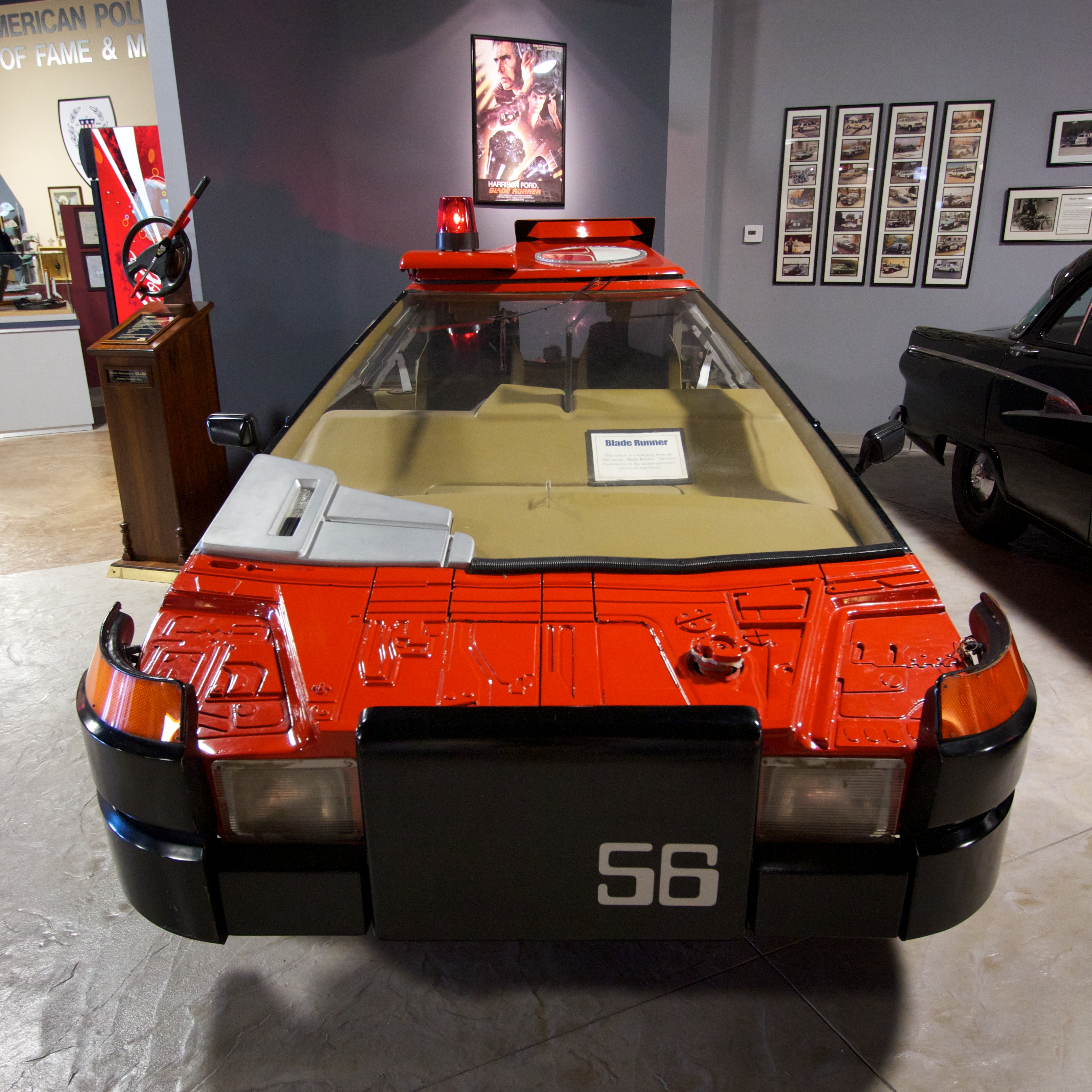
Rick Deckards auto uit Blade Runner
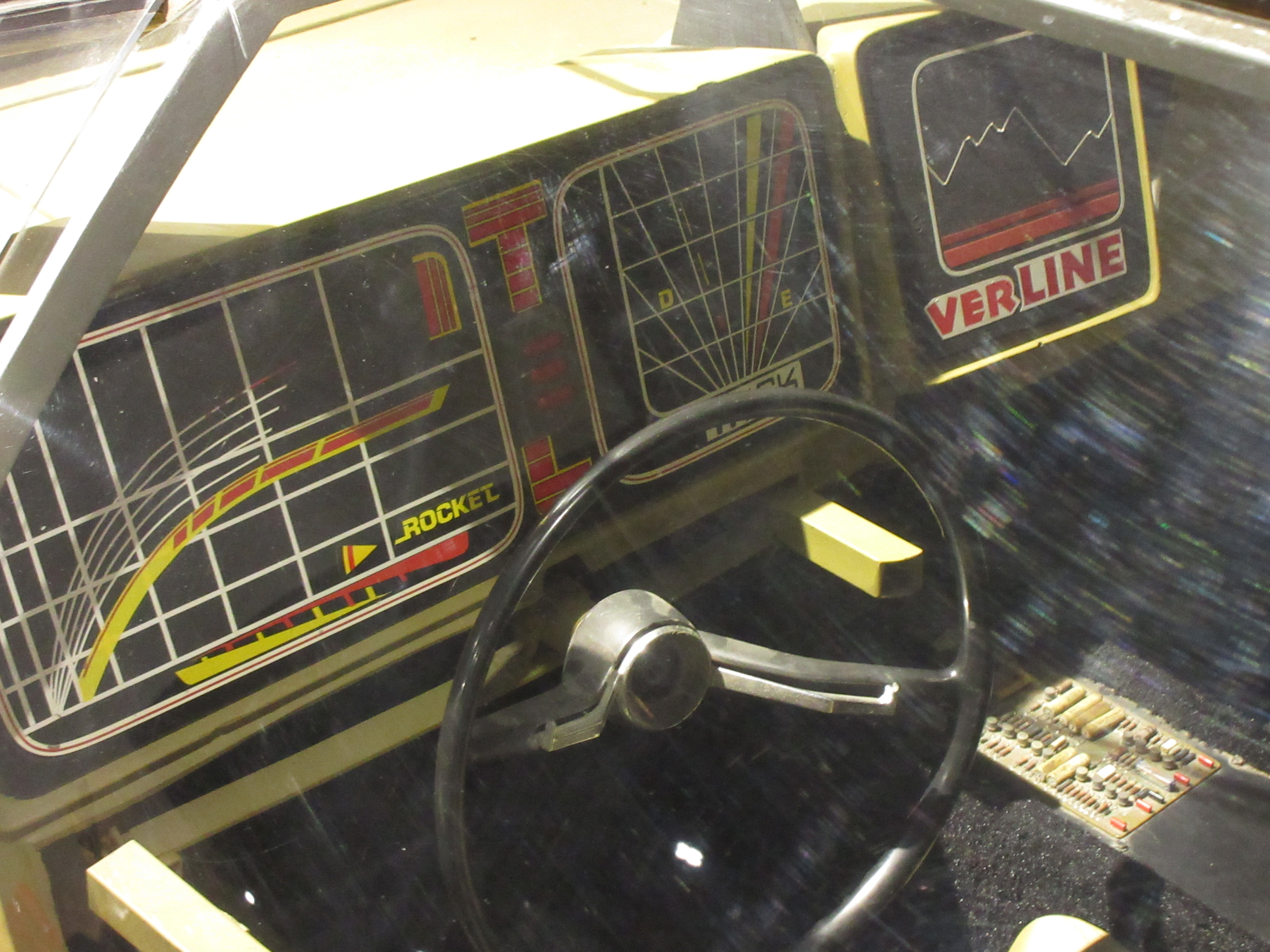
Interieur van een auto uit Blade Runner